# Xã Chippewa, Quận Beaver, Pennsylvania
Xã Chippewa (tiếng Anh: Chippewa Township) là một xã thuộc quận Beaver, tiểu bang Pennsylvania, Hoa Kỳ. Năm 2010, dân số của xã này là 7.620 người.